# Petit Motet
Petit Motet (česky: malé moteto) byl žánr církevní (duchovní) komorní hudby, populární ve Francii v období baroka. 

## Charakteristika
Jedná se o ekvivalent světské kantáty a protějšek (menšího rozsahu) velkého moteta (Grand motet).

## Skladatelé
- Jean-Baptiste Lully (dvorní skladatel Ludvíka XIV.) napsal celkem  11 malých motet.